# Veias metatarsianas dorsais
As veias metatarsianas dorsais são veias do pé.